# Donald Byrd

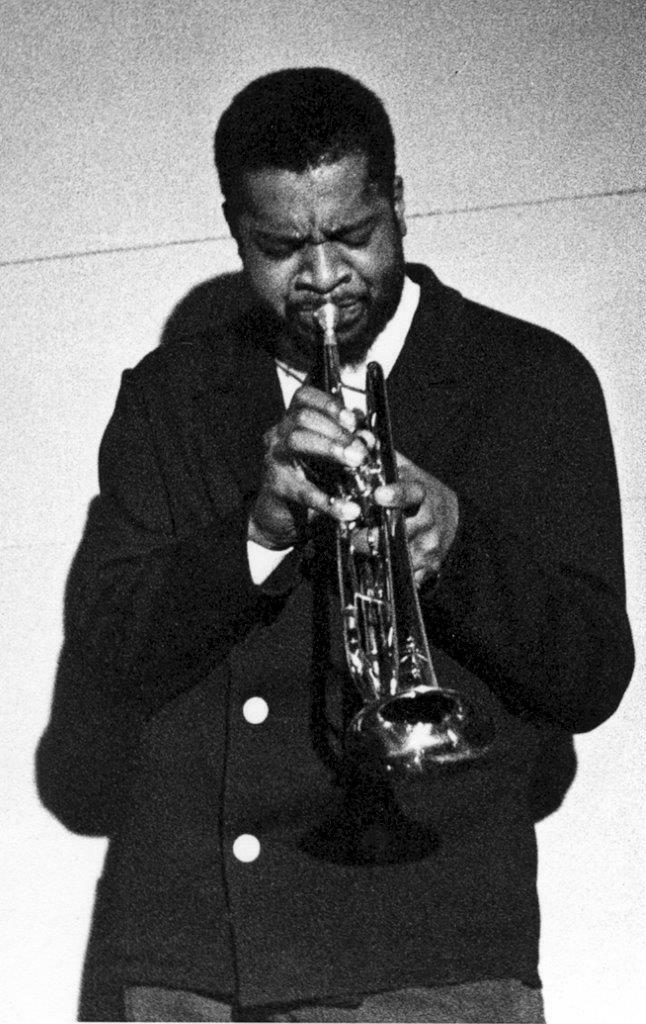
Donald Byrd

Donaldson Toussaint L'Ouverture Byrd II (* 9. Dezember 1932 in Detroit; † 4. Februar 2013 in Dover, Delaware) war ein US-amerikanischer Trompeter (gelegentlich auch Sänger) des Modern Jazz. Er war der meistverkaufte Musiker des Labels Blue Note; sein 1973 erschienenes Jazz-Funk-Album Black Byrd gilt als größter Verkaufserfolg des Labels. Später erreichte er als vielfach gesampleter Künstler über Hip-Hopper wie Nas, The Pharcyde und Jazzmatazz ein neues Publikum.

## Werdegang
Donald Byrd war der Sohn eines Methodistenpfarrers und Musikers. 1951/52 spielte er während seines Wehrdienstes in einer Air Force Band. Dann studierte er bis 1954 an der Wayne State University, danach an der Manhattan School of Music Musikpädagogik; 1971 promovierte er an der University of Colorado School of Education. Mit den Detroiter Musikern Yusef Lateef und Bernard McKinney nahm er im August 1955 sein Debütalbum für Delmark auf (First Flight).
Er trat mit George Wallington, Max Roach (1956), Art Blakey (1955, als Mitglied der Jazz Messengers), Sonny Rollins, Jackie McLean, André Hodeir, Red Garland (1957), John Coltrane, Gigi Gryce (mit dem er 1957 gemeinsam eine Formation leitete) und Thelonious Monk auf, leitete von 1958 bis 1961 eine Jazzband mit dem ebenfalls aus Detroit stammenden Pepper Adams und ging auf Europareise.
Mit dem Album Off to the Races begann 1958 seine Zusammenarbeit mit dem Blue-Note-Label; seine dort eingespielten Alben der 1960er Jahre umfassen z. B. Cat Walk (1961) und A New Perspective (1963) mit dem populären, von Chor begleitetem Christo Redentor (von Duke Pearson), das seine Nähe zur Gospelmusik zeigt. Anfang der 1960er Jahre wendete er sich dem Soul Jazz zu und hatte ein eigenes Quintett, u. a mit McCoy Tyner, Herbie Hancock, Butch Warren, Billy Higgins, Hank Mobley, Sonny Red, Walter Booker und Freddie Waits. Daneben unterrichtete er Anfang der 1960er Jahre an der Music and Art High School in New York. 1962 und 1963 studierte er am Amerikanischen Konservatorium in Fontainebleau bei Nadia Boulanger Komposition. In Paris trat er 1964  mit Dexter Gordon und auch mit Eric Dolphy auf (Last Recordings); im selben Jahr spielte er auf den Ruhrfestspielen in einer Bigband-Produktion mit Musikern wie Albert Mangelsdorff, Rolf Kühn, Klaus Doldinger und Sahib Shihab. 1965/66 arrangierte er für das norwegische Radioorchester und wandte sich um diese Zeit auch wieder verstärkt der Lehre an der Music and Art High School in New York zu. Außerdem gab er Privatunterricht und Clinic-Workshops für die National Stage Band Camps. 1968 studierte er bei einem Afrika-Aufenthalt afrikanische Musik.
Sein von Fonce und Larry Mizell produziertes Album Black Byrd wurde 1973 zum Bestseller in der bisherigen Firmengeschichte von Blue Note. Nachdem er in den 1980er Jahren hauptsächlich funkorientierte Musik gespielt hatte, kehrte er in den späten 1980er Jahren zum Jazz zurück und trat mit Musikern wie Joe Henderson, Bobby Hutcherson, Kenny Garrett und Mulgrew Miller auf. Seit den 1950er Jahren spielte er mehr als fünfzig Alben ein.
Von 1971 bis 1975 unterrichtete er an der Howard University, wo er Chef des Black Music Departments war; 1974 gründete er mit seinen Studenten die Band The Blackbyrds, deren erfolgreichen Song Walking in Rhythm er produzierte. Weiterhin lehrte er an der Hampton University, der Rutgers University, der North Texas State, und nach einem Abschluss in Jura (1976) an der North Carolina Central University und der Delaware State University.

## Auszeichnungen
Donald Byrd erhielt die Jazz Masters Fellowship für das Jahr 2000. Die mit 25 000 US-Dollar dotierte Anerkennung der staatlichen NEA-Stiftung ist die höchste Auszeichnung für Jazzmusiker in den USA.

## Diskografie (Auswahl)
- Byrd’s Eye View (mit The Jazz Messengers; Transition, 1956)
- Jazz Lab/Modern Jazz Perspective (Collectables, 1957)
- Fuego (Blue Note, 1959)
- Byrd in Flight (Blue Note, 1960)
- At the Half Note Café (Blue Note, 1960)
- Free Form (Blue Note, 1961)
- A New Perspective (Blue Note, 1963)
- Mustang! (Blue Note, 1966)
- Blackjack (Blue Note, 1967)
- Slow Drag (Blue Note, 1968)
- Electric Byrd (Blue Note, 1970)
- Black Byrd (Blue Note, 1972)
- Street Lady (Blue Note, 1973)
- Stepping into Tomorrow (Blue Note, 1974)
- Places and Spaces (Blue Note, 1975)
- Harlem Blues (Landmark Records, 1988)
- Getting Down to Business (Landmark Records, 1990)
- Jazz in Camera (Sonorama, ed. 2021)
- Live: Cookin' with Blue Note at Montreux (Blue Note, 2022)[4]

## Lexigraphische Einträge
- Ian Carr, Digby Fairweather, Brian Priestley: Rough Guide Jazz. Der ultimative Führer zur Jazzmusik. 1700 Künstler und Bands von den Anfängen bis heute. Metzler, Stuttgart/Weimar 1999, ISBN 3-476-01584-X.
- Leonard Feather, Ira Gitler: The Biographical Encyclopedia of Jazz. Oxford University Press, New York 1999, ISBN 0-19-532000-X.
- Martin Kunzler: Jazz-Lexikon. Band 2: M–Z. (= rororo-Sachbuch. Band 16513). 2. Auflage. Rowohlt, Reinbek bei Hamburg 2004, ISBN 3-499-16513-9.

### Nachrufe
- Claudius Seidl: Zum Tode Donald Byrds. Der diskrete Kommandeur. In: FAS, 10. Februar 2013.
- Donald Byrd, Jazz Trumpeter, Dies at 80. In: The New York Times. 11. Februar 2013.

### Musikbeispiele
- Donald Byrd: Cristo Redentor auf YouTube
- Donald Byrd: Kofi auf YouTube
- Donald Byrd: Change (Makes You Want to Hustle) (TopPop 1976) auf YouTube
- Donald Byrd: Love Has Come Around auf YouTube
- Jazzmatazz feat. Donald Byrd: Loungin’ (Offizielles Musikvideo) auf YouTube